# Lummelunda församling
Lummelunda församling var en församling i Visby stift. Församlingen uppgick 2006 i Stenkyrka församling.
Församlingskyrka var Lummelunda kyrka.

## Administrativ historik
Församlingen har medeltida ursprung.
Församlingen utgjorde under medeltiden ett eget pastorat för att därefter till 1 maj 1920 vara annexförsamling i pastoratet Martebo och Lummelunda. Från 1 maj 1920 till 2006 var den annexförsamling i pastoratet Stenkyrka, Tingstäde, Martebo och Lummelunda. År 2006 gick denna församling tillsammans med alla församlingarna i pastoratet upp i Stenkyrka församling.
Församlingskod var 098016.